# Born to run: jakten på löpningens själ
Born to run: jakten på löpningens själ (originaltitel: Born to Run: A Hidden Tribe, Superathletes, and the Greatest Race the World Has Never Seen) är en etnografi av den amerikanske författaren och journalisten Christopher McDougall publicerad 2009.
Boken finns med på Forbes lista över bästa sportböcker från 2009.

## Handling
I Born to Run reser McDougall till Tarahumarastammen i Barranca del Cobre i Mexiko. McDougall har drabbats av flera löparskador och han vill undersöka hur stammen kan springa ultramaratondistanser, dessutom i höga hastigheter, utan mer än hemmagjorda sandaler på fötterna.
Boken beskriver och förespråkar också teorin om uthållighetslöpning.
Flera färgstarka personer förekommer i boken, bland annat Barefoot Ted, Micah True, Scott Jurek och Ann Trason.